# Zofia Piotrowska-Seget
Zofia Piotrowska-Seget (ur. 1958) – polska biolog specjalizująca się w mikrobiologii środowiska; nauczycielka akademicka związana z Uniwersytetem Śląskim w Katowicach.

## Życiorys
Urodziła się w 1958 roku. Po ukończeniu kolejno szkoły podstawowej oraz średniej jak i pomyślnie zdanym egzaminie maturalnym podjęła studia dziennie na kierunku biologia na Uniwersytecie Śląskim w Katowicach, które ukończyła w 1981 roku zdobyciem tytułu zawodowego magistra. Niedługo potem znalazła zatrudnienie na macierzystej uczelni jako asystentka. W 1990 roku tam też uzyskała stopień naukowy doktora nauk biologicznych w zakresie biologii, na podstawie pracy pt. Wpływ wybranych metali ciężkich na mikroorganizmy ryzosfery gorczycy białej (Sinapsis alba L.), której promotorem był prof. Lesław Badura. Wraz z nowym tytułem otrzymała awans na stanowisko adiunkta. W 2006 roku uzyskała stopień naukowy doktora habilitowanego nauk biologicznych w zakresie biologii o specjalności mikrobiologia, na podstawie dotychczasowego dorobku naukowego, pomyślnie zdanego kolokwium habilitacyjnego oraz rozprawy nt. Struktura zespołów bakterii w glebie skażonej metalami ciężkimi oznaczana na podstawie analizy kwasów tłuszczowych i metod hodowlanych. Obecnie pracuje na stanowisku profesora nadzwyczajnego oraz kierownika w Katedrze Mikrobiologii Uniwersytetu Śląskiego. W 2012 roku prezydent Polski Bronisław Komorowski nadał jej tytuł profesora nauk biologicznych.
Na Uniwersytecie Śląskim sprawowała kilka ważnych stanowisk kierowniczych. W latach 2008–2016 pełniła funkcję prodziekana ds. studenckich, a w 2016 roku została wybrana na urząd dziekana Wydziału Biologii i Ochrony Środowiska Uniwersytetu Śląskiego.